# 아이우치 리나
아이우치 리나(일본어: 愛內里菜, あいうち りな, 1980년 7월 31일 ~ )는 오사카부 히가시오사카시에서 태어난 일본의 가수이다. 2010년 8월 갑상선 병으로 인해 가수활동에서 은퇴하였으나 18년부터 R이란 명의로 새 싱글을 발매하여 가수활동을 재개했다.